# エデックス
エデックス（edX）とは、マサチューセッツ工科大学とハーバード大学によって創立されたMassive open online courseのプラットフォームであり、世界中の学生に無償で、多岐な分野にわたる大学レベルの授業を提供している。両大学がそれぞれ3千万ドルをこの非営利のプロジェクトに貢献している。2011年12月にマサチューセッツ工科大学によって創立されたより小規模のMITxの発展した形であり、2012年秋に開始した。
この学びの場は、オープンソースの形で開発される予定であり、同じような内容を提供したいと考えている高等教育機関にもアクセスをできるようにする。他の大学も、エデックスを通じて授業を公開できるようにする計画もある。狙いは、オンライン学習ソフトをただのビデオ講義を越え、より交流型のものへと進化させることにある。授業の終了には、わずかな料金で手に入る証明書が発行されるが、大学の単位は検討していない。マサチューセッツ工科大学・ハーバード大学のどちらの学生も、これらのオンラインの授業を単位として取ることは許されないが、これらの授業を通じて学びをより豊かなものにできるようにと考えられている。教育を提供することに加え、このプロジェクトは学習や遠隔教育の研究にも貢献をする。
マサチューセッツ工科大学コンピュータ科学･電子工学のAnant Agarwal教授とハーバード大学のAlan M. Garber学長とともにリーダーを務め、コンピュータ科学者で副学長であるマイケル･スミス教授がハーバード大学の貢献を調整する。2012年秋には、7つの授業がまず教えられた。どのように継続可能な形で運営していくか、現在検討中である。
2013年5月に京都大学が日本の大学として初めて参加した。

## 参考
1. ↑  MIT press release, Dec. 19 2011
2. 1 2 3  “edX FAQs”.   edX. 2012年8月26日閲覧。
3. 1 2  Tamar Lewin (2012年5月2日). “Harvard and M.I.T. Team Up to Offer Free Online Courses”. The New York Times 2012年5月3日閲覧。
4. 1 2  Nick DeSantis (2012年5月2日). “Harvard and MIT Put $60-Million Into New Platform for Free Online Courses”. The Chronicle of Higher Education 2012年5月3日閲覧。
5. ↑  
『京大、日本で初めてedXに参加』（プレスリリース）京都大学、2013年5月21日。2013年6月5日閲覧。
6. ↑  
“日本で最初にedXのコンソーシアムに参加しました。”.  京都大学 (2013年5月21日). 2013年6月5日閲覧。